# Vera Micheles Dean
Vera Micheles Dean (San Petersburgo, 29 de marzo de 1903-10 de octubre de 1972) fue una politóloga ruso-estadounidense. Fue jefa de investigación de la Foreign Policy Association, uno de los principales think tanks de las décadas de 1940 y 1950, donde se convirtió en una de las principales autoridades en asuntos internacionales durante ese período.

## Primeros años
Nació en San Petersburgo, Rusia, hija de padres intelectuales. Estudió los clásicos y aprendió siete idiomas extranjeros, incluidos inglés, alemán y francés. Sus padres huyeron de Rusia después de la Revolución Blanca de 1917 y primero se mudaron a Londres y luego a Boston. Se matriculó en Radcliffe College y, después de graduarse en 1925, ganó una beca del Carnegie Endowment para la Universidad Yale, donde obtuvo una maestría en derecho internacional. Regresó a Radcliffe para realizar su doctorado y pronto fue contratado por la Asociación de Política Exterior.

## Carrera

### Asociación de política exterior
En 1928, fue contratada como experta en la Unión Soviética en la Asociación de Política Exterior (FPA). En 1936 se convirtió en jefa del departamento de investigación de la FPA. Se convirtió en la editora principal del periódico de la Asociación de Política Exterior, donde se convirtió en una destacada defensora de un enfoque de seguridad colectiva para la política estadounidense. Aquí fue autora de numerosos informes de política exterior, incluidos los titulados "Pacto de Defensa del Atlántico Norte", "Política económica exterior de Rusia" y "Tendencias económicas en Europa del Este".

### Política exterior
Fue designada por el gobernador Herbert H. Lehman como su asesora para la primera delegación estadounidense ante las Naciones Unidas y más tarde como consultora de la Conferencia de San Francisco. En 1949, el general Lucius D. Clay organizó para ella un viaje por toda Europa, visitando Fráncfort, Berlín, Praga, Varsovia y Londres. En cada país, funcionarios del Departamento de Estado de los Estados Unidos, el Ejército de los Estados Unidos y la Administración de Cooperación Económica organizaron para que ella entrevistara a representantes y funcionarios del país.
Los títulos de los libros de Dean incluyen "Europe in Retreat", "The Four Cornerstones of Peace" y "Russia: Menace or Promise?". Se centró particularmente en las relaciones entre Estados Unidos y la Unión Soviética y escribió un influyente libro "The United States and Russia" en 1946, convirtiéndose en una de las primeras expertas en denunciar la Guerra Fría. Recibió la Medalla Jane Addams por Servicio Distinguido presentada por Rockford College en 1954 y la Legión de Honor francesa.
Fue acusada de tener opiniones prosoviéticas a finales de los años 1940 y 1950. Los macartistas atacaron sus obras publicadas y trataron de eliminarlas de las bibliotecas.

### Academia
Enseñó en la Universidad de Harvard, Barnard College, la Universidad de Rochester y dio una conferencia en la Universidad de París sobre Política Exterior Estadounidense antes de establecerse en la Escuela de Graduados en Administración Pública de la Universidad de Nueva York. Allí se convirtió en profesora titular y miembro principal del Centro de Estudios Internacionales antes de jubilarse en 1971.

## Vida personal
Se casó con un abogado de Nueva York, William Johnson Dean, y tuvo dos hijos. Tras la repentina muerte de su marido en 1936, para sustentar a sus hijos decidió dedicar más tiempo a la asociación.
Sufrió múltiples derrames cerebrales antes de fallecer de un ataque cardíaco en 1972. En ese momento ella estaba escribiendo su autobiografía. Después de su muerte, sus documentos personales, incluida su autobiografía, fueron entregados al Radcliffe College y se conservan en los archivos de la biblioteca de la Universidad de Harvard.